# فيكرز تايب 170 فانقارد
فيكرز تايب 170 فانقارد  (بالإنجليزية: Vickers Type 170 Vanguard)‏ هي طائرة رحلات جوية، ذات سطحين، طورت من طراز فيكرز فيكتوريا، أنتجت في المملكة المتحدة. من صناعة فيكرز المحدودة. كان أول طيران لها في 1923. انتهت خدمتها في 1929.